# Српски орао
Српски орао је двоглави хералдички орао, уобичајени симбол у српској хералдици и вексилологији. Двоглави орао и крст са четири оцила су главни хералдички симболи који представљају национални идентитет Срба вијековима. Поријекло води од средњовјековне династије Немањић. Орао, заједно са оцилима, користи се у савременом дизајну грба Србије, а сам орао на грбу Црне Горе.

## Историја

### Средњи вијек
Двоглави орао је усвојен у средњовјековној Србији из византијске културе. Византијско хералдичко значење двоглавог орла је да главе представљају двоструки суверенитет цара (секуларни и вјерски) и/или власт византијских царева над Истоком и Западом.
Најстарији очувани двоглави орао Немањића у историјским изворима је приказ ктиторске фреске Мирослава Завидовића у цркви Светог Петра у Бијељом Пољу, из 1190. године. Он је имао сљедеће карактеристике: један врат и двије главе, огрлице на врату и репу, раширена крила, реп у облику љиљана, главе изнад крила, ноге са три прста, док се орао налазио у кругу. Ова врста немањићког орла развијена је између 12. и 15. вијека. Веома је различита од њемачког орла: два врата, без огрлица, реп је у облику листа, главе ниже од крила, ноге са четири прста, са нераширеним крилима. Двоглави орао Немањића (са посебним карактеристикама) био је приказан на детаљима украса и тканина у манастиру Жича (1207—1220), у цркви Богородице Љевишке (1307—1310), украсима одјеће Јована Оливера (1349), детаљима на тканини из манастира Велуће (14. вијек), детаљима у манастиру Манасији (1402—1427), на плочо са грбом Ивана Црнојевића, као и у другим црквама и манастирима.
Почетком 14. вијека, двоглави орао се може чешће видјети на натписима, средњовјековним фрескама и на везу одјеће српске краљевске породице. Српска црква је усвојила, тако да је улаз у манастир Жичу, сједишту архиепископије у периоду од 1219. до 1253. године и традиционалном мјесту крунисања српских краљева, био украшен приказима двоглавог орла. На прстену краљице Теодоре се налази урезан симбол двоглавог орла. Током владавине цара Душана, двоглави орао се могао видјети на свакодневним објектима и документима везаним за државу, као што су воштани печат и декрети. Картограф Анђелино Дулсерат је на мапи коју је израдио 1339. године Српско царство обиљежио заставом са црвеним двоглавим орлом.
Остале српске династије су такође усвојиле симбол као симболичан наставак, као Мрњавчевићи и Лазаревићи. Српски кнез Лазар, за вријеме реновирања манастира Хиландар на Светој гори, урезао је двоглавог орла на сјеверном зиду. Минхенски псалтир је умјетничко дјело богато двоглавим орловима. Двоглавог орла је званично усвојио Стефан Лазаревић након што је добио титулу деспота, друге највише византијске титуле, од цара Јована VII Палеолога у августу 1402. године у Константинопољу.

### Рани нови вијек
Двоглави орао се налази на неколико грбова у Илирском грбовнику, састављеном у раном новом вијеку. Бијелог двоглавог орла на црвеном штиту користила је династија Немањић и деспот Стефан Лазаревић. „Немањићки орао” се налазио на челенки грба Хребељановића (Лазаревићи), док је полу-бијели полу-црвени орао кориштен на челенки грба Мрњавчевића.

### Нови вијек и савремено доба
Након османског освајања и окупације која је трајала до почетка 19. вијека, двоглави орао је забрањен као симбол српског суверенитета и државности. Оцила су се чешће користила као још један средњовјековни симбол Срба. Грб је углавном приказиван у облику бијелог орла од 1804. године, када Гавриловић издаје револуционарну заставу засновану на орлу Немањића у Стематографији.
Српска револуција је васкрсла традицију Немањића и двоглави бијели орао је постао грб Србије као симбол независности од Османског царства. Оцила су кориштена као штит на двоглавом орлу на савременом дизајну грба Србије, пратећи традицију успостављену у Краљевини Србији 1882. године.
Грб из 1882. године са бијелим двоглавим орлом, није био немањићког типа, него њемачког, упркос чињеници да он симболизује насљеђе Немањића; грешку је направио илустратор грба Вон Штрел (Нијемац), који је „преварио” Стојана Новаковића (угледног српског историчара и министра) и умјесто немањићког орла нацртао њемачког орла.
Двоглави орао је дио породичних грбова обје српске династије, Обреновића и Карађорђевића.
Краљевски орден Белог орла био је краљевски орао додјељиван српским и југословенским држављанима за достигнућа у миру и рату, или за посебне заслуге Круни, држави или народу, између 1883. и 1945. године.

## Галерија
- Грб Мирослава Завидовића
- Орао Стефана Првовјенчаног из Милешеве (1230е)
- Детаљ фреске из цркве Богородице Љевишке (1306–07)
- Детаљ мапе са приказом српске заставе, Анђелино Дулсерт (1339)
- Детаљ фреске деспота Стефана Лазаревића, Манасија (1406–1418)
- Застава и грб Српског царства, Габријел де Валсека (1439).
- Фреска деспота Стефана Лазаревића, Манасија (1406–1418)
- Печат деспота Стефана
- Печат деспота Стефана
- Печат деспота Стефана
- Грб Српске деспотовине, према Виргилу Золизу (1555)
- Грб Српске деспотовине, према Кристофу Силберисену (1576)
- Печат деспота Стефана, према Мартину Шроту (ca. 1580)
- Грб Немањића, Грбовник Коренић—Неорић (1595)
- Грб Српске деспотовине у њемачком грбовнику, ca. 1600
- Грб Немањића, Београдски грбовник II (рани 17. војек)
- Грб Немањића, Фојнички грбовник (17. вијека)
- Грб Немањића, by Stanislaus Rubcich (ca. 1700)
- Грб Немањића, према Павлу Ритеру Витезовићу (прије 1701)
- Грб Рашке, стематографија (1741)
- Грб Немањића, Стематографија (1741)
- Грб Немањића (хералдичка реконструкција, 1987)
- Печат из 1804
- Грб Карађорђевића
- Грб Петровића
- Грб Књажевине Црне Горе
- Грб Краљевине Црне Горе
- Грб Краљевине Србије (1882–1918)
- Регалије краља Петра, настала 1904
- Краљевски орден Белог орла
- Грб Краљевине Југославије (1918–1941)
- Грб Српски под њемачком окупацијом (1941-44)
- Грб Републике Српске Крајине (1992–1995)
- Грб Републике Српске (1992–2006)
- Грб СР Југославије и СЦГ
- Грб Републике Црне Горе
- Грб Србије
- Амблем Војске Југославије (1992-2003)
- Грб Црне Горе

### Општине
- Грб Београда
- Грб Ниша
- Грб Ужица
- Грб Пријепоља
- Грб Мионице
- Грб Куршумлије
- Грб Савског венца
- Грб Старог града
- Грб Ваљева
- Грб Велике Плане
- Грб Чајетине
- Грб Билеће
- Грб Лесковца
- Грб Сурдулице
- Грб Деспотовца